# Урожайне (Сарикольський район)
Урожа́йне (каз. Урожайный) — село у складі Сарикольського району Костанайської області Казахстану. Адміністративний центр та єдиний населений пункт Урожайненської сільської адміністрації.
Населення — 375 осіб (2021; 697 у 2009, 861 у 1999, 1023 у 1989).
В радянські часи село називалось Урожайний.